# Tito Livio De Sanctis
Pour les articles homonymes, voir De Sanctis.
Tito Livio De Sanctis, né le 10 juillet 1817 à San Martino sulla Marrucina et mort le 8 février 1883 à Naples, est un médecin et enseignant italien.

## Biographie

### Enfance et formation
Tito Livio De Sanctis naît le 10 juillet 1817 à San Martino sulla Marrucina, dans une famille aux conditions modestes, de Francesco Saverio et de Colomba De Sanctis. Il fait ses premières études au collège de Chieti, montrant une bonne culture humaniste.

### Premières expériences
Les premières expériences dans le domaine médical se passent à L'Aquila avec l'aide d'un oncle prêtre. Ce lieu lui offre en effet, la possibilité, ainsi qu'à Bari, Salerne et Catanzaro, de suivre différentes filières d'études comme le droit, l'anatomie, la physiologie et la chirurgie, en configurant ce site comme une véritable école secondaire. Une fois les études terminées, le diplôme est soutenu à l'Université de Naples, dont dépendent ces lycées. De Sanctis se rend à Naples tout en poursuivant deux passions : d'une part, il approfondit ses études dans le domaine médical et sa formation scientifique, grâce surtout aux cours de professeurs privés très en vogue à l'époque dans la ville ; d'autre part, il continue à se consacrer aux beaux-arts et continue à pratiquer la peinture. La carrière médicale de De Sanctis prend donc forme dans cette ville même où, dès la première moitié du XIXe siècle, l'école de chirurgie retrouve une certaine vigueur. Cependant, en quelques années, la qualité de cette université décline dangereusement parce qu'elle ne réussit pas à maintenir son statut élevé. Il est l'élève de Salvatore Tommasi, également né dans les Abruzzes et diplômé en médecine de l'Université de Naples en 1845. Ce dernier reconnait rapidement le talent de De Sanctis et lui confie bientôt de grandes tâches telles que celle de rédacteur en chef de la revue Il Sarcone, fondée par Tommasi lui-même en 1844. Il Sarcone est une revue médicale dans laquelle diverses innovations scientifiques sont discutées et diffusées. Rapidement, le médecin fait une excellente démonstration de lui-même, réussissant à réunir dans ce travail ses connaissances dans le domaine artistique, sa passion pour la langue italienne et sa préparation scientifique.

### Nouvelles affectations
En 1846, il remporte la chaire de Langue et Littérature du collège de Marina et, malgré les innombrables engagements qu'implique sa carrière chirurgicale, il conserve ce poste à vie. La carrière médicale de De Sanctis continue à progresser brillamment, à tel point qu'il obtient une place d'assistant chirurgien à l'hôpital des pèlerins et à l'hôpital des Incurables, deux des meilleurs hôpitaux de la ville. Ceux-ci ont été fondés dans les années où Naples était la capitale de l'Italie. En particulier pour l'hôpital des Incurables, ainsi appelé parce que les patients qui y séjournaient ne pouvaient pas être soignés chez eux mais étaient obligés d'être hospitalisés, tous les meilleurs chirurgiens napolitains passaient par là. En 1850 De Sanctis procède également à l'ouverture d'un cabinet privé de pathologie chirurgicale qui, jouit d'une excellente qualité, est parmi les plus fréquentés dans la ville. La préparation des étudiants est également impeccable, permettant au médecin d'acquérir une expérience clinique et didactique exceptionnelle. En 1860, la situation universitaire à Naples s'améliore grâce à un nouvel ordre d'études. Sur le plan chirurgical également, de grands progrès sont réalisés, tels que l'introduction de l'anesthésie générale et du traitement antiseptique. De Sanctis suit les résultats de cette transformation, pratiquant une chirurgie liée à ce progrès scientifique. Entre-temps, les relations avec Tommasi restent intactes, à tel point qu'ils collaborent à la fondation de la revue médicale Il Morgagni, à laquelle De Sanctis publie lui-même divers articles, et dont il traite la partie chirurgicale. L'année suivante, en 1861, il remporte le concours pour la chaire de pathologie chirurgicale et commence à enseigner à l'université de Naples. Médecin humaniste et orateur brillant, ses leçons sont un grand succès grâce à la rigueur, la clarté et l'élégance de ses lignes de présentation. On se souvient de lui comme l'un des professeurs les plus estimés de l'université napolitaine de l'époque. C'est un écrivain prolifique. Parmi ses œuvres les plus importantes figurent Corso generale di Patologia Chirurgica, un texte adopté depuis des années par l'école de chirurgie napolitaine, Ulceri e piaghe: saggio di clinica chirurgica, Chirurgia italiana e la Patologia Cellulare et une série de poèmes largement inédits. À sa manière, il traite également de l'histoire de la médecine en créant une biographie de Michele Sarcone, médecin napolitain du XVIIIe siècle, intitulée Biografia di Michele Sarcone, un écrit qui a fait sensation dans les milieux culturels.
« I napoletani hanno due gravissimi obblighi verso la memoria di Michele Sarcone: uno di riconoscenza per la gloria che ha conquistato alla patria, l'altro di risarcimento per l'ingiusto oblio in cui fu tenuto vivente. La nascita di quest'uomo illustre è cinta di un mistero che i contemporanei hanno voluto rispettare ma che la Storia ha l'obbligo di rivelare perché non riguarda nè la scienza nè la moralità del medico... »
— Tito Livio De Sanctis
        
« Les Napolitains ont deux obligations très sérieuses envers la mémoire de Michele Sarcone : l'une de gratitude pour la gloire qu'il a conquise chez lui, l'autre de compensation pour l'oubli injuste dans lequel il a été maintenu vivant. La naissance de cet homme illustre est entourée d'un mystère que les contemporains ont voulu respecter mais que l'histoire a l'obligation de révéler car elle ne concerne ni la science ni la morale du médecin.... »

### Mort
Malgré ses engagements de chirurgien et d'enseignant, De Sanctis a su toute sa vie soutenir sa passion pour la peinture et la littérature. Il meurt  le 8 février 1883 à Naples.

## Hommage
La Corporazione sancti martini, association à but non lucratif d'études historiques et culturelles de San Martino sulla Marrucina, entend créer un espace dédié à De Sanctis. Le site sera créé dans l'espace créé après la démolition, il y a quelques années, d'un bâtiment délabré. Ce grand espace est destiné à devenir un espace pour des événements tels que des lectures publiques ou de la musique en direct ; il a également pour mission de créer un nouvel espace vert équipé pour les habitants de la Martinique et les visiteurs de la ville où il y aura un buste de De Sanctis.

## Principaux écrits
- (it) Ulceri e piaghe: saggio di clinica chirurgica, Naples, 1861[1].
- (it) Corso generale di patologia chirurgica, Naples, 1867 et 1875 (en 2 volumes)[1].
- (it) La chirurgia italiana e la patologia cellulare, Naples, 1871-1872[1].
- (it) La scuola, Naples, 1881-1882[1].
- (it) Trattato di patologia chirurgica[7].